# Chrysogorgia comans
Chrysogorgia comans is een zachte koraalsoort uit de familie Chrysogorgiidae. De koraalsoort komt uit het geslacht Chrysogorgia. Chrysogorgia comans werd in 1913 voor het eerst wetenschappelijk beschreven door Kinoshita.